# Osternig
Osternig är ett berg i Österrike.   Det ligger i förbundslandet Kärnten, i den centrala delen av landet, 290 km sydväst om huvudstaden Wien. Toppen på Osternig är 2 034 meter över havet, eller 598 meter över den omgivande terrängen. Bredden vid basen är 15,9 km.
Terrängen runt Osternig är bergig åt nordväst, men åt sydost är den kuperad. Närmaste större samhälle är Hermagor, 12,2 km nordväst om Osternig. 
I omgivningarna runt Osternig växer i huvudsak blandskog. Runt Osternig är det ganska tätbefolkat, med 56 invånare per kvadratkilometer.